# Работа на дому (мошенничество)

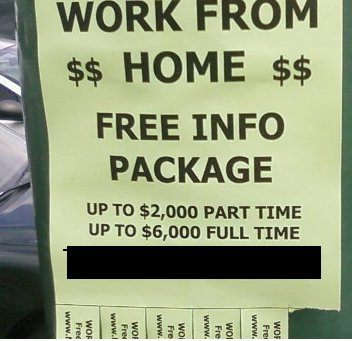
Объявление обещает зарплату 2000 $ при неполном рабочем дне и 6000 $ — при полном

Работа на дому (англ. work-at-home scheme) — схема быстрого обогащения, в которой жертва заманивается возможностью работать, не выходя из дома, делая лёгкую работу, и получать максимум денег за минимум потраченного времени. Настоящая цель преступника-работодателя (англ. job-scammer) — вымогательство денег из жертвы путём взимания выплат за возможность начать работу или принуждение жертвы вкладывать деньги в продукты, чья стоимость преувеличена. Мошенник не всегда выступает в роли работодателя, он может быть продавцом информации о вакансиях надомной работы.
Основная часть подобных предложений распространяется через интернет, так как он является дешёвым средством привлечения целевой аудитории, оставляя лжеработодателю возможность сохранять анонимность. В интернете у потенциальной жертвы гораздо меньше возможностей проверить легальность предложения о работе.
Первым видом мошенничества с работой на дому были так называемые «конверты с начинкой» (англ. envelope stuffing), появившиеся во времена Великой депрессии в США. Начиналось с того, что потенциальной жертве приходило письмо с вложенной в него листовкой. В листовке говорилось, что она может получить работу по заполнению конвертов, получая по 2 $ за каждый заполненный и отправленный конверт. Для получения работы нужно было отослать 2 $ отправителю листовки. В ответ жертва получала письмо с инструкцией, предлагающей зарабатывать рассылкой аналогичных писем.
В некоторых странах ведётся борьба с такими схемами. В 2006 году в США по инициативе Федеральной торговой комиссии был начат Проект ложных надежд (англ. Project FAL$E HOPE$), одной из задач которого является борьба со схемами работы на дому. В рамках этого проекта Федеральной торговой комиссией, Министерством юстиции США, Почтовой службой Соединённых Штатов и правовыми агентствами одиннадцати штатов было совершено более 100 правоприменений. Тем не менее, в следующем 2007 году 2,5 миллиона американцев (примерно 1 % населения страны) стали жертвами таких мошенничеств, многие из них — неоднократными.
Законная работа на дому действительно существует, и многие люди работают в комфорте у себя дома. Но каждый, кто ищет такую возможность, должен тщательно относиться к отбору предложений. Опасность заключается в чрезвычайно широкой распространённости мошеннических предложений, что подтверждается, например, исследованием, проведённым в США в 2009 году, по результатам которого только одно предложение надомной работы из 42 было признано легитимным. Большинство законных работ требовало какого-либо внешкольного образования, такого как диплом ВУЗа или ПТУ, сертификат, а также требовали опыта работы. К тому же, многие законные вакансии по работе на дому не предполагали надомной работы в чистом виде: требовалось проводить какое-то время в офисе. Другое исследование 5 тыс. предложений, проведённое компанией Staffcentrix, выявило соотношение легитимных предложений к мошенническим как 1 к 54.

## Виды предложений работы на дому
Список возможных предложений работ на дому не является раз и навсегда определённым. Когда одни предложения работы на дому перестают «работать», мошенники придумывают другие. В данной статье рассмотрены некоторые типичные мошеннические предложения.

### Работа руками
В одном из самых распространённых видов мошенничества жертве предлагается заняться ручной работой в домашних условиях. Это работа по изготовлению промышленных изделий: свечей, пуговиц, запонок, мозаики, медицинского оборудования, игрушек, сантехники, аксессуаров и так далее. Зачастую весь процесс производства сводится к простейшим операциям по созданию продукции из материалов, предоставляемых работодателем. Самые распространённые из таких схем — заклеивание или заполнение конвертов, вырезание этикеток, наклеивание или вырезание марок, сборка канцелярских принадлежностей (чаще всего ручек), упаковка подарков и тому подобное. Встречаются схемы, где предлагается явно бессмысленная работа, например, сортировка бисера по цветам. Общей чертой всех подобных схем является требование заплатить за что-нибудь перед началом работы. У жертвы могут взимать деньги в качестве залога за материалы, за обучение или инструкции, за доставку материалов или как доказательство «серьёзных намерений» жертвы. Жертве сообщается, что затраченные деньги вернут с первой зарплатой/гонораром или что они быстро окупятся. Именно получение этого платежа является целью мошенника, в результатах работы он не заинтересован, то есть ему не нужен произведённый товар. Стоимость исходных материалов, продаваемых жертве, часто бывает завышена. Если жертва обратится к мошеннику с целью обмена продукции на деньги, то ей ответят, что товар не отвечает всем предъявляемым к нему требованиям (или у компании временные финансовые трудности или что-нибудь ещё в этом роде) и будут отвечать так всё время, какого бы качества ни был товар и сколько бы раз жертва не переделывала работу. Часто бывает так, что мошенник скрывается, не давая жертве возможности сдать произведённый товар, или даже не предоставив средства производства, за которые она заплатила. Не исключается возможность приобретения бракованных или краденых материалов. В результате работник остаётся с произведённым продуктом и без покупателя.
Пример
Одна из мошеннических схем предлагает соискателю надомной работы заняться изготовлением свечей на дому. Позвонив по телефону, указанному в объявлении, жертва получает возможность прослушать сообщение автоответчика, где сказано, куда и когда прийти, чтобы получить данную работу. Пришедшим рассказывают, в чём заключается работа, и предлагают пройти платное обучение, обещая, что будет заключён договор. Далее мошенник действительно проводит обучение, после чего предлагает подписать договор, в котором говорится только о том, что соискатель платит за уже состоявшееся обучение, и не сказано ничего о гарантиях оплаты будущего труда. После подписания договора с жертвы взимается плата за материалы, необходимые для производства свечей. Поработав какое-то время, жертва возвращается с готовыми свечами, но ей говорят, что свечи получились бракованные и работу нужно переделать, купив новые материалы. Жертва может несколько раз переделывать работу, у неё могут даже принять часть произведённого товара, но в результате получится, что потрачено намного больше денег, чем заработано.

### Работа на компьютере
Существуют мошенничества, связанные с работой на компьютере, в том числе через интернет. Смысл таких схем может быть достаточно разнообразным.
В одной из схем искателю лёгких денег предлагается работа по сортировке электронных изображений. Потенциальной жертве даётся инструкция, как сортировать изображения (то есть раскладывать изображения по папкам в соответствии с их тематикой), и сообщается, что для начала работы необходимо выслать деньги за диски с изображениями и на оплату почтовых расходов. После оплаты мошенник разрывает контакт. Аналогичным образом действует схема с поиском информации в интернете. Отличие только в том, что вместо сортировки изображений от жертвы требуется искать в интернете сведения на какую-то тему и платить надо за диск с инструкцией, а не с изображениями.
Есть схемы, где жертве нужно совершать какие-то действия в интернете. Разные по сути, эти схемы объединены тем способом, которым пользуется работодатель для ухода от своих обязательств по оплате труда. Это схемы с оплатой за клики, участием в интернет-опросах и просмотром спама. В мошенничестве с участием в интернет-опросах соискателю предлагается поучаствовать в одном или нескольких интернет-опросах. В схеме с просмотром спама деньги начисляют за чтение рекламных электронных писем. В схеме с оплатой за клики (англ. Pay per click) жертве нужно просматривать сайты, ссылки на которые предоставляет работодатель, который, в свою очередь, получает деньги от владельцев этих сайтов, заинтересованных в увеличении их популярности. При этом владелец сайта вводится в заблуждение, потому что наплыв посетителей сайта при таком способе «раскрутки» временный, популярность по-настоящему при этом не увеличивается. За все эти действия жертве начисляется зарплата на виртуальный счёт. Утверждается, что если количество денег на счёте больше определённой суммы, то жертва сможет снять деньги с этого счёта. Однако снять деньги с этого счёта не удаётся, так как такая возможность изначально не была предусмотрена мошенником-работодателем. Деньги могут просто не начисляться или начисления могут быть столь малы, что требуемая сумма будет недостижима. При приближении к требуемой сумме начисления могут быть уменьшены или заблокирован сам счёт. В любом случае будет задействован один из этих вариантов или какая-то их комбинация. В связи с этим развилась производная форма мошенничества — продажа программ, которые якобы позволяют снять деньги со счёта. Кроме потери времени, жертва рискует тем, что при регистрации на сайте мошенника адрес её электронной почты попадёт в базы данных адресов для распространения спама.
Мошенничество с распространением спама по смыслу похоже на описанную в начале статьи схему с наполнением конвертов, где роль обычной почты выполняет электронная. В пришедшей по электронной почте инструкции соискателю такой работы предлагается оставлять рекламные сообщения на всех подряд online-форумах и продавать эти инструкции другим жертвам.
Работа оператором электронной платёжной системы (такой, как Webmoney), по уверениям объявления, заключается в том, чтобы деньги, приходящие на указанный электронный счёт, перечислять на другой электронный счёт. Мошенник-работодатель перестанет выходить на связь после того, как получит деньги, которые требует от жертвы в качестве гарантии серьёзности её намерений. Взимание такого платежа — составная часть многих мошеннических схем. Это, в том числе, схемы, где предлагается набирать текст с аудиофайлов или отсканированных документов, переводить текст с иностранного языка (в объявлении может быть сказано, что знать язык для этого не обязательно, достаточно будет воспользоваться автоматическим переводчиком и исправить стилистику получившегося текста) или просто исправить ошибки в предоставленном тексте. Требование задатка может объясняться тем, что предоставляющая работу компания терпит убытки от недобросовестных работников, не выполняющих свои обязательства, поэтому вынуждена себя обезопасить таким образом. В отличие от всего вышеописанного, предложения надомной работы по обработке текста не всегда являются мошенническими.
Существуют схемы с надомной работой на компьютере, в которых мошенник-работодатель может быть заинтересован не только в деньгах жертвы, но и в результатах её труда. В таких схемах мошенник пытается обмануть фрилансеров: переводчиков, копирайтеров, программистов, журналистов, писателей и всех, чья работа может быть выполнена удалённым образом. Мошенник может просто не заплатить, получив результаты труда жертвы, он может дать работнику тестовое задание («Вдруг вы неграмотны? Мы должны проверить ваши навыки!») и исчезнуть после получения его результатов или поставить работнику трудновыполнимое условие и удерживать часть зарплаты, если оно не выполняется. Бывает так, что мошенник, которому нужно выполнить какую-то работу, разделяет её на части и распределяет её между соискателями надомной работы, утверждая, что это тестовое задание, необходимое для приёма на работу. После того как жертвы, выполнив задание, возвращают лжеработодателю результаты своего труда, им отвечают, что работа выполнена некачественно, что работник «не подходит» или что-нибудь ещё в этом роде. Таким образом могут создаваться веб-сайты, книги, статьи, сценарии для фильмов, сериалов и компьютерных игр и так далее, получается, что всю работу выполнили жертвы, а результаты труда принадлежат мошеннику, причём у жертв нет возможности взыскать деньги за свою работу.
Пример
Одна из схем — предложение раскрашивать чёрно-белые рисунки в графическом редакторе. Для того, чтобы начать работу, нужно заплатить за диск с нераскрашенными картинками. Диск жертва получит, но за сделанную работу ей не заплатят — могут ответить, что у неё нет творческой мысли, что работа сделана неправильно, или вообще не выйдут на связь.
Ещё пример
В интернете встречаются объявления, предлагающие соискателю деньги за ввод символов с картинок (капч). В данном случае мошенник заинтересован в результатах труда — введение капч позволяет специальным программам в автоматическом режиме регистрироваться на сайтах для последующей рассылки спама и вирусов. Жертва за свою вредоносную деятельность денег, как правило, не получает. Ей могут платить очень мало или её счёт могут заблокировать без объяснения причин.

### Другие схемы
Существуют схемы с работой «на телефоне». Работа заключается в совершении телефонных звонков для повышения пассивных продаж или продажи товара или услуги, которую трудно или невозможно продать. Часто это связано со схемами сетевого маркетинга. После реализации товара мошенник-работодатель исчезает, не выплачивая заработную плату и вынуждая жертву самостоятельно разбираться с обманутыми клиентами и правоохранительными органами. С жертвы может также взиматься платёж «за выделенный номер» или «за сертификат работника».
Есть схема, в которой соискателю надомной работы предлагаются деньги за то, что он, получив по почте посылку, перешлёт её по указанному адресу. Переслав посылку, жертва становится соучастницей преступления, потому что в таких посылках содержится краденый товар. В данном случае целью преступника является не вымогательство денег, а получение возможности переместить ворованное имущество безопасным для себя способом.
Самым незамысловатым мошенничеством является такое, в котором смысл работы жертве вообще не сообщается. В объявлении написано только то, что некая организация якобы предлагает высокооплачиваемую работу на дому и для того, чтобы получить информацию о ней, нужно перечислить определённую сумму на определённый счёт. Ответа жертва не получает. В другом варианте мошенничества жертве предлагается позвонить на платный телефонный номер для получения «более подробной информации».
Соискателям работы на дому может предлагаться купить список вакансий надомной работы. Обычно это составленный по случайному принципу список компаний, которые вообще не нуждаются в подобных работниках либо нуждались в них когда-то давно. Также мошенниками может предлагаться помощь в трудоустройстве на подобные виды работы или в создании собственного дела на дому.

### Домашнее предпринимательство
Жертве могут предлагаться так называемые «бизнес-пакеты» (они же «комплексы»), то есть идеи для начала домашнего дела. Разнообразие деловых идей ограничено только фантазией мошенника, в частности, это могут быть идеи о заработке в интернете или технологии надомного производства стройматериалов, персидских ковров, обработки стекла и так далее. Обычно продавец таких пакетов утверждает, что хочет из альтруистических побуждений («Просто надоело всё для себя — пора и людям.») поделиться «ценной» идеей с потенциальными конкурентами, вместо того, чтобы зарабатывать деньги самому. В объявлении всячески подчёркивается действенность конкретного предложения по сравнению с другими подобными («Не хочу хвастаться, но разные бизнес-пакеты, электронные учебники — в общем всё, что предлагалось людям в сети Интернет, — это просто ерунда по сравнению с моим комплексом.»). После совершения покупки жертва обнаруживает, что приобрела «пустышку» либо инструкцию о том, как начать дело по продаже «бизнес-пакетов». В приобретённой инструкции может быть сказано, что это только первая часть руководства и что остальные части нужно покупать отдельно, как правило, по большей цене. Ещё один вариант — утверждение о том, что приобретение очередного пакета на порядок увеличит доход. Могут предлагаться скидки за приобретение нескольких пакетов сразу, при этом создаётся иллюзия того, что такой шаг выгоден. На самом деле из таких руководств жертва не узнает ничего, что нельзя было бы прочитать в интернете.
Одно из мошенничеств с надомным делом предлагает заняться выращиванием клубники (земляники). Реклама этого дела утверждает, что существует способ, с помощью которого можно выращивать землянику круглый год в домашних условиях, получая большой урожай, который можно будет продавать за значительную сумму денег. Заплатив определённую сумму за видеоруководство, жертва получает, в лучшем случае, сборник советов по выращиванию земляники в тепличных условиях. На самом деле земляника — привередливое растение, и получать урожай коммерческих масштабов, выращивая её в домашних условиях, невозможно. То же самое относится к ананасам, орхидеям и многим другим растениям.

## Признаки обмана
Есть несколько признаков, с помощью которых можно легко отличить мошенническое предложение от настоящего.
Основное отличие мошеннических предложений от настоящих в том, что в мошеннических работнику предлагается заплатить работодателю за что-нибудь. Методы вымогательства денег бывают самыми разнообразными, требуемые при этом суммы денег могут быть небольшими. В объявлении может быть сказано, что компания-работодатель якобы теряет деньги из-за недобросовестных работников, которые не выполняют свои обязательства, поэтому вынуждена брать «символическую» предоплату в качестве подтверждения «серьёзности намерений» работника. Сообщается, что задаток будет возвращён с первой зарплатой/гонораром. Если говорится о ручной работе (заклеивание конвертов, сортировка шариков, изготовление свечей и так далее), то с работника берётся плата за материалы, при этом завышается их цена и не оговариваются условия возврата. Также может взиматься плата за оформление сертификатов, персональных аттестатов, за уведомления о высокодоходных предложениях, за какие-либо инструкции, за руководства, за видеопособия, за тестирование, за бланки анкет или за содействие в трудоустройстве. Организации, действительно предоставляющие услуги по трудоустройству, взимают деньги только после того, как найдут работу клиенту, например, в виде части первой зарплаты. Мошенник может выманивать деньги неоднократно, используя разные предлоги. Настоящий работодатель никогда не будет требовать деньги за возможность начать работу.
Цель мошеннических предложений — привлечение как можно большего количества потенциальных жертв. В таких объявлениях нет требований к возрасту, опыту, квалификации работника. Там не указывается должность, нет информации о круге обязанностей, указывается только то, что работа надомная. В настоящих объявлениях сначала указывается смысл работы и необходимые требования к соискателю, уже потом говорится, что работу можно выполнять удалённо. Даже просто наличие в объявлении словосочетания «работа на дому» является тревожным знаком, потому что это не название должности. Мошеннические предложения обещают потенциальной жертве высокий доход, в частности, это могут быть обещания большой зарплаты. Объём обещаний зависит от выбора мошенника и от того, на жителей какой страны ориентировано объявление. Настоящий работодатель будет платить зарплату, соответствующую квалификации и уровню образования работника, а также сложности выполняемой работы. Он не будет платить больших денег за такую примитивную работу, как вырезание этикеток или заклеивание конвертов. Если в объявлении рассказывается о каком-либо высокодоходном деле на дому, то возникают вопросы: «Почему кто-то хочет поделиться ценной идеей с потенциальными конкурентами, вместо того, чтобы зарабатывать самому и будет ли кто-нибудь платить большие деньги за производимый товар/услугу?» Работа, которую предлагают мошенники, зачастую не слишком похожа на такую, за которую кто-то готов платить деньги. Например, изготовление вручную того, что обычно производится машинным способом.
Объявления мошенников похожи на рекламу. Они могут быть эмоциональны, в них могут быть предложения, целиком составленные из заглавных букв, и много восклицательных знаков. Они могут быть излишне многословны и содержать множество грамматических, орфографических и стилистических ошибок, что для настоящих объявлений не характерно. Они размещаются так, чтобы их увидело множество людей, в отличие от настоящих, которые ориентированы только на тех, у кого есть определённая квалификация. Настоящему работодателю не нужно неограниченное количество работников, ему нужен работник с определёнными навыками на определённую должность. Мошеннические предложения распространяются такими способами, которые респектабельный работодатель не станет использовать. Это листовки на заборах, на столбах, на стенах домов, заметки в газетах бесплатных объявлений, раздача визиток на улицах. Большая часть таких предложений распространяется через интернет. Это сообщения, в больших количествах публикуемые на самых разных онлайн-форумах. Они размещаются на специально создаваемых сайтах и приходят в виде спама. Сайты мошенников часто состоят всего из нескольких страниц. Странно, если работодатель, разместивший на своём сайте объявление о вакансии, не пишет в объявлении, в чём смысл предлагаемой работы, но готов объяснять это каждому соискателю отдельно. Слишком назойливая реклама, например, в виде всплывающих окон, появляющихся при попытке закрыть сайт работодателя, является признаком обмана.
Один из важных шагов при выявлении мошенничества — проверка легитимности организации, предоставляющей рабочее место. Организации мошенников предоставляют минимальное количество контактных данных. Очень часто в их объявлениях указан только сотовый телефон или адрес электронной почты. Отсутствие у компании постоянного юридического адреса, стационарного телефона и иных реквизитов, сайта — признаки обмана. Отсутствие сайта, офиса, телефона может объясняться тем, что компания стремится сэкономить деньги. Если попросить у лжеработодателя предоставить информацию о компании, то он прервёт контакт или его реакция будет неадекватной («Вы что, нам не доверяете?!»). Сайты мошенников часто расположены на бесплатных хостингах, а электронная почта на бесплатных доменах. Однако даже отсутствие всех вышеуказанных признаков не является твёрдой гарантией. Важно то, насколько известна компания. У малоизвестной компании нет клиентской базы, которая дала бы возможность выплачивать высокую зарплату работникам. Настоящий работодатель не будет просить отправить ответ по адресу, не совпадающему с тем, с которого пришло письмо, его сайт ориентирован на привлечение клиентов, а не работников, он не предоставит щедрый соцпакет начинающим, он не будет настойчив в попытках привлечь конкретного работника.
Многие мошенники, предлагающие удалённую работу, осведомляются у соискателя этой работы, может ли он подъехать в офис для личной беседы. Если соискатель отвечает, что не может, из-за того, что он находится в другом городе, то ему сообщают, что это не важно и он всё равно может начать работу. Если соискатель ответит, что может, то лжеработодатель попытается этой встречи избежать (хотя бы потому, что у него может не быть офиса), в отличие от работодателя настоящего, которого подобная ситуация не смутит. Готовность работодателя к личной встрече с соискателем работы на территории работодателя — один из признаков отсутствия мошенничества.
Существует простой способ выявления мошеннических объявлений — нужно набрать название организации, предоставляющей вакансию, в поисковой системе и проверить, что пишут о ней в интернете. Существуют ресурсы, поддерживаемые энтузиастами и обманутыми соискателями работы, которые собирают сведения о мошенниках-работодателях. Обращение к ним имеет смысл. Однако и этот способ проверки так же ненадёжен, хвалебные отзывы о компании может оставлять сам мошенник под разными именами либо его сообщники. Так же, как и о добросовестной компании могут написать негативные отзывы её конкуренты. Несмотря на определённую ненадёжность, данный способ проверки, как правило, достаточно действенен.
Чаще всего мошенники предпочитают получать деньги не наличными, а с помощью электронных платёжных систем. Существуют схемы, предлагающие жертве отправить SMS на платный (он же короткий) номер. Подобная просьба является абсолютно точным признаком мошенничества.
Необходимым, но не достаточным признаком отсутствия мошенничества является надлежащим образом оформленный трудовой либо гражданско-правовой договор, в котором обозначены все обязанности работника и работодателя. Предполагается, что в этом договоре будет точно указано наименование работодателя, круг взаимных обязанностей и ответственность за невыполнение обязанностей сторонами, размер вознаграждения и условия его выплаты. Зачастую мошенник, чтобы усыпить бдительность жертвы, заключает договор, но не трудовой, а о купле-продаже (если работнику продают материалы) или об обучении (если с работника берут деньги за обучение). Если работа предполагает ручной труд, то отсутствие гарантии сбыта готовой продукции или возможности возврата бракованных материалов работодателю является признаком мошенничества.
В общем, предложение, настолько хорошее, что не похоже на правду, настоящим не является.

### Пример объявления

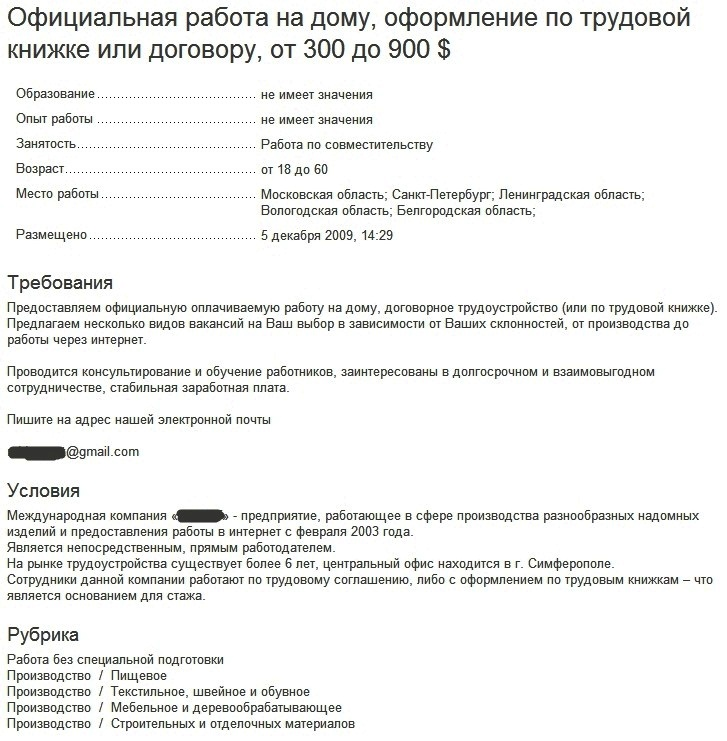

Это объявление имеет несколько признаков того, что оно мошенническое. В нём не предъявляются требования к квалификации работника, требования к возрасту очень мягкие. Из контактных данных только адрес электронной почты, находящийся на бесплатном домене Gmail. Прямо в заголовке указано, что работа надомная, но нет конкретных данных о самой работе. Адрес офиса компании не указан, указан только город, в котором он якобы находится. Декларируемая зарплата в указанных регионах во время, к которому относится объявление, являлась достаточно высокой, тем более для работы по совместительству.

## Методы усыпления бдительности жертвы
Для того, чтобы убедить соискателя надомной работы добровольно расстаться с деньгами, мошенники применяют методы манипуляции, призванные снизить способность жертвы к критическому мышлению.
Самый распространённый приём направлен на людей, желающих легко и быстро обогатиться. Жертве предлагается возможность заработать большие деньги, намного бо́льшие, чем те, которые она привыкла зарабатывать, не прикладывая при этом значительных усилий. Очень часто такие обещания резко снижают способность жертвы к трезвому анализу ситуации.
При наличии возможности мошенник создаёт иллюзию того, что работник необходим ему срочно, что у жертвы много конкурентов, или приводит какую-либо другую причину того, почему она должна действовать быстро. Жертве не дают времени на размышления («Желающих слишком много, вам может не хватить работы.»), потому что слишком много думающая жертва может распознать обман. Используются методы внушения, подавления критического мышления, создаётся обстановка, препятствующая спокойному неторопливому рассмотрению деталей предложения о работе.
Вместе с обещаниями скорого обретения богатства встречаются обещания того, что ему сопутствует — роскошной жизни, уважения со стороны окружающих и финансовой независимости. Объявления связывают всё это с конкретным предложением надомной работы. Рассказываются истории успеха людей, якобы заработавших на этой работе большие деньги, сообщается, что проблемы жертвы в прошлом и что начнётся жизнь, которой она достойна, и так далее. Все эти обещания сопровождаются изображениями улыбающихся и смеющихся людей, дорогих машин, особняков, денег, золота и всего того, что ассоциируется с счастьем, богатством и престижем. Объём обещаний ничем не ограничен. Подчёркивается, что всё зависит от того, насколько старательно жертва будет выполнять именно эту работу. Мошенник прилагает усилия для того, чтобы придать предложению солидный и серьёзный вид. Жертве предлагается история развития компании, телефоны ведущих сотрудников, фотографии людей, зданий и документов, якобы относящихся к данной организации и тому подобное. Везде, где только можно, размещаются восторженные или просто одобрительные отзывы об определённой надомной работе со ссылками на сайт мошенника-работодателя или другими контактными данными, якобы написанные людьми, обогатившимися на этой работе и желающими поделиться ею с другими. Часто подобные отзывы размещаются и на сайте мошенника. Рядом с мошенническими объявлениями могут располагаться объявления о наборе кладовщиков, грузчиков и другого персонала, размещённые для того, чтобы придать сайту правдоподобный вид. В объявлениях могут упоминаться названия известных компаний. При этом создаётся иллюзия того, что предложение о работе имеет к ним какое-то отношение.
Мошенник начинает вымогательство с небольших сумм денег, рассчитывая, что жертва, единожды расставшись с деньгами, будет платить дальше, в надежде вернуть утраченное. Мошенник также рассчитывает на то, что, осознав обман, жертва не обратится в правоохранительные органы, если потерянная сумма денег невелика.
В мошенническом объявлении может прямо утверждаться, что оно не является мошенническим («Все предлагаемые работы юридически законны. Мы не имеем ничего общего с деятельностью организаций и частных лиц, злоупотребляющих доверием людей в корыстных целях и для проведения каких-либо мошеннических операций.», «В отличие от большинства мошенников мы работаем серьёзно.»). Для усыпления бдительности на сайтах мошенников или даже в самих мошеннических объявлениях могут размещаться призывы остерегаться обмана.
Мошеннические предложения могут обращаться в том числе и к религиозным чувствам жертв. В объявлении может быть указано, что вакансия предоставлена «христианской компанией» (что это может значить, не разъясняется), что это работа для христиан, что она благословлена Богом и так далее.
В мошеннических объявлениях может быть написано всё что угодно, потому что мошенники заведомо не намерены свои обещания выполнять. Предположение о том, что какие-то моральные нормы как-то помешают им в исполнении мошенничества, является ошибочным.

## Жертвы
Жертвами становятся те люди, которые руководствуются стремлением обогатиться быстро и с минимальными усилиями. В этом желании жертва и мошенник сходны, только мошеннику удаётся это желание реализовать, а жертве — нет. Жертвам могут быть присущи такие качества, как внушаемость (уступчивость, податливость), невежество в той сфере, в которой организовано мошенничество (в том числе и правовая неграмотность), доверчивость (без склонности к критическому анализу ситуации), авантюризм, инфантилизм (в виде неразвитости критического мышления), антиинтеллектуализм и иррационализм. Из-за разницы в менталитете различные схемы мошенничества имеют разную эффективность в разных странах. В частности, среди жителей США много тех, у кого есть так называемая «предпринимательская жилка». Таким людям не хочется работать на других, поэтому они чаще становятся жертвами тех мошенничеств, где обещают финансовую независимость. В России более действенны мошенничества, где что-либо предлагается «на халяву», то есть бесплатно или по сниженной цене.
Вот список типичных жертв таких схем:
- Безработные, страдающие синдромом выгорания, и стремящиеся как можно быстрее найти работу, чтобы улучшить свою жизнь
- Безработные, ищущие лёгкую высокооплачиваемую работу
- Безработные, не имеющие достаточных навыков для устройства на высокооплачиваемую работу
- Работники, ищущие дополнительный доход
- Пожилые люди, инвалиды, родители с маленькими детьми и другие люди, не имеющие возможность свободно покидать своё жилище
- Те, у кого есть много свободного времени и желание им воспользоваться для заработка
- Те, кто вынужден каждый день преодолевать большое расстояние для того, чтобы попасть на работу
- Те, у кого нет времени и/или желания изучать рынок труда
- Те, кому неудобен нормированный рабочий день[10]
- Те, кто не имеет возможности устроиться на работу из-за отсутствия подходящих вакансий[47]
- Находящиеся в подавленном состоянии люди, которые хотят заработать во что бы то ни стало[5][11][43]

Молодые люди чаще становятся жертвами мошенников-работодателей, так как они имеют меньший жизненный опыт. В периоды экономической нестабильности число соискателей надомной работы возрастает.

## Последствия
Последствия действия таких схем следующие:
- Потеря денег: за вступление обычно требуется задаток, маленький или большой. Некоторые лжеработодатели сбегают сразу после получения денег. Другие требуют бо́льшую плату, обещая увеличение прибыли в будущем. Иногда зарплата выплачивается фальшивыми чеками или произведённой продукцией[18].
- Потеря настоящей работы: оставив свою настоящую работу в поисках «лёгких» денег, жертва часто не может на неё вернуться.
- Потеря доброго имени: продажа дефектного товара может серьёзно повредить репутации продавца.
- Проблемы с законом: некоторым жертвам зарплату платят фальшивыми деньгами. В то же время они могут ненамеренно нарушать закон, работая под руководством преступника, при этом вся ответственность ложится на них. Эти нарушения могут быть как административными, так и уголовными. Ситуация может сложиться так, что жертве придётся отвечать за преступления своего работодателя.
- Потерянное время: жертвы часто тратят большое количество времени, не получив за это ни копейки. Это время они могли потратить на зарабатывание денег на законной работе[50].
- Кража личности: целью или одной из целей мошенничества может быть получение персональных данных жертвы, которые могут быть использованы в преступных целях или проданы третьей стороне, которая может воспользоваться этими данными различными способами, в частности, для почтовой рассылки рекламных материалов от имени жертвы[18].
- Потеря доверия: добросовестные работодатели, предлагающие легальную надомную работу, сталкиваются с тем, что их априори принимают за мошенников[7].

## Борьба с мошенничеством
Распространённость мошеннических схем с надомной работой объясняется тем, что в подавляющем большинстве случаев мошеннику удаётся уйти от ответственности. Одна из причин этого — тот факт, что в большинстве случаев мошенник действует через интернет, где легко сохранить анонимность, не предоставляя свои контактные данные или подделывая их. Даже если личность преступника установлена, то собрать доказательства для привлечения его к ответственности будет достаточно сложно. Играет роль и то обстоятельство, что жертвы одного мошенника, как правило, не знают друг друга и не могут скоординировать свои действия. Часто потерянная жертвой сумма денег слишком мала (100, 200 или 300 рублей) для того, чтобы жертва начала активные действия по её возвращению.
Ответственность за осуществление различных мошеннических схем может быть предусмотрена в законодательстве, а может и не быть. Это связано с тем, что мошенники достаточно находчивы в деле изобретения новых схем, а законодательство совершенствуется относительно медленно. Это позволяет некоторым мошенникам оставаться безнаказанными, даже если их вина, с обывательской точки зрения, не вызывает сомнения.

### Примечание
1. ↑  Мошенничества, не связанные с трудовой деятельностью («обман волшебного кошелька», «заработок на обмене валют», «доверительное управление Форекс» и так далее), хоть и имеют некоторое сходство с предметом данной статьи, здесь не рассматриваются.
2. ↑  На самом деле это фотографии совершенно случайных людей и зданий, взятые из общедоступных источников, например из социальных сетей.